# Pseudoschmidtia trilobata
Pseudoschmidtia trilobata is een rechtvleugelig insect uit de familie van de Euschmidtiidae. De wetenschappelijke naam van deze soort is voor het eerst geldig gepubliceerd in 1964 door Marius Descamps.